# Christian Wilberg

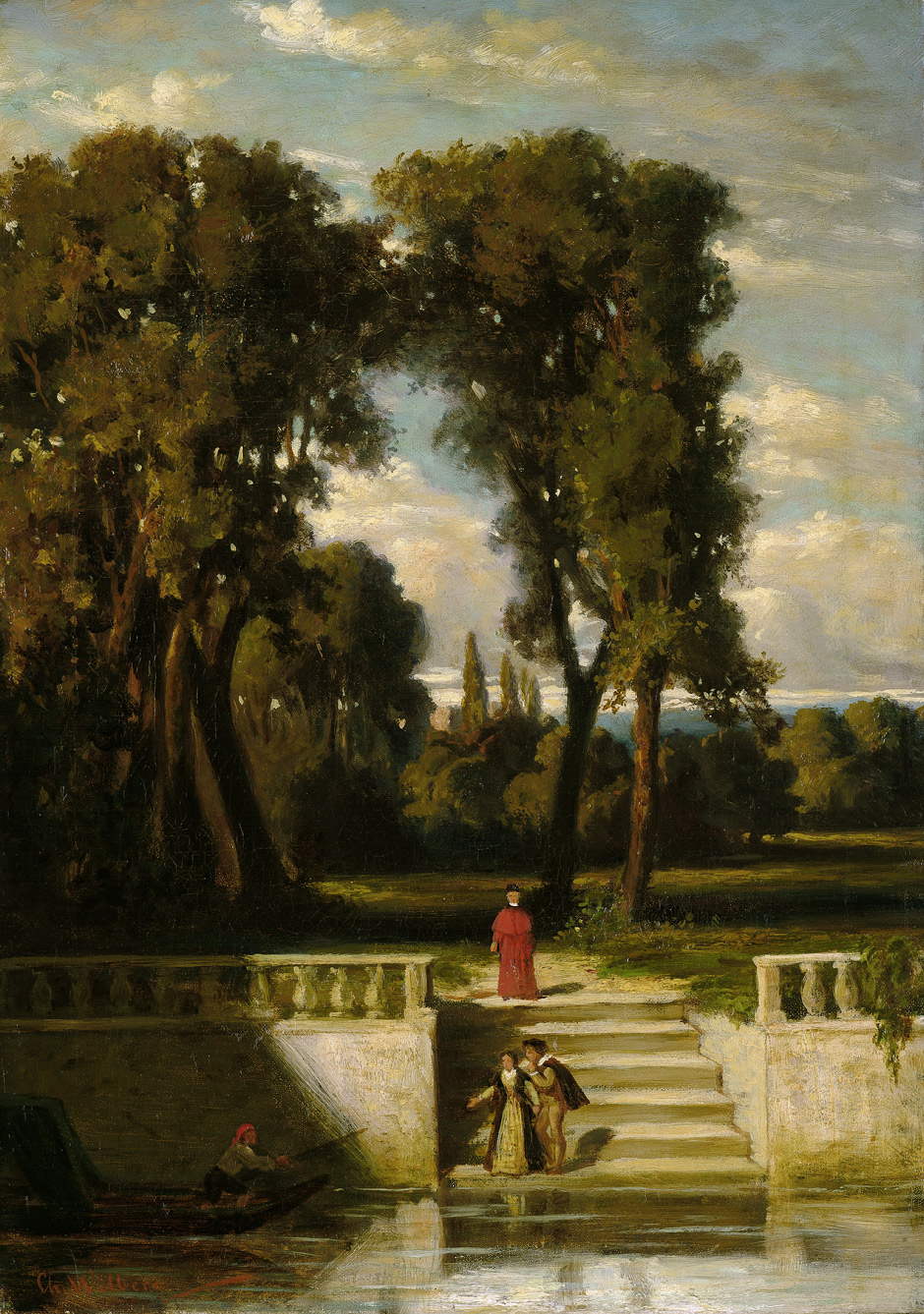
Christian Wilberg: Abendstimmung im Park einer italienischen Villa, um 1880

Christian Wilberg (* 20. November 1839 in Havelberg; † 3. Juni 1882 in Paris) war ein deutscher Maler. Sein Sohn war der spätere General der Flieger Helmuth Christian Wilberg.

## Leben
Wilberg war bis 1861 in seiner Vaterstadt als Stubenmaler tätig, besuchte dann das Atelier des Landschaftsmalers Eduard Pape in Berlin, nach anderthalb Jahren das des Dekorationsmalers Paul Gropius, ebenfalls in Berlin, wo er sich dem Studium der Perspektive und Architektur widmete. 1870 wechselte er zur Kunstakademie Düsseldorf, um in der Klasse bei Oswald Achenbach die Landschaftsmalerei zu vertiefen. Auf Studienreisen in Norddeutschland und durch einen zweijährigen Aufenthalt in Italien bildete er sich weiter zum Architektur- und Landschaftsmaler aus.
Danach ließ er sich in Berlin nieder. Durch eine Reihe von Innenansichten italienischer Kirchen (Markusdom in Venedig, Cappella Palatina in Palermo) machte er sich dort bald einen Namen. In der Wiedergabe der architektonischen Einzelheiten, des Marmors, der Steine und der Goldmosaiken entfaltete er eine große koloristische Meisterschaft, welche sich auch in der wirksamen Beleuchtung zeigte. Unter seinen Landschaften und architektonischen Ansichten sind die hervorragendsten: Römische Landschaft mit der Grotte der Egeria, Parkeinsamkeit, Forum Romanum, Tempel der Juno bei Girgenti auf Sizilien, Blick auf Santa Maria della Salute in Venedig, Memento mori nach einem Motiv aus dem Sabinergebirge (in der Dresdener Galerie) und Villa Mondragone bei Frascati (in der Nationalgalerie Berlin). 1879 beteiligte er sich an einem zweimonatigen Aufenthalt des Archäologen Alexander Conze in Pergamon, von welcher Wilberg außer zahlreichen Studien die Motive zu den Gemälden Blick auf die Akropolis und Ansicht der Basilika zu Pergamon mitbrachte. Ein besonderes Geschick besaß er für die malerische Reproduktion antiker Architekturdenkmäler und Stadtteile. Beispielhaft dafür ist der Zyklus römischer Landschaften mit Architektur, den er für das Café Bauer zu Berlin schuf. Auch fein gestimmte, poetisch aufgefasste Aquarelle mit Ansichten von Potsdam und Umgebung sind von seiner Hand. Am 3. Juni 1882 starb er auf einer Reise in Paris.
Wilberg fand seine letzte Ruhe in Berlin auf dem Alten Matthäikirchhof, das Grabmal schuf Bildhauer Gustav Eberlein.

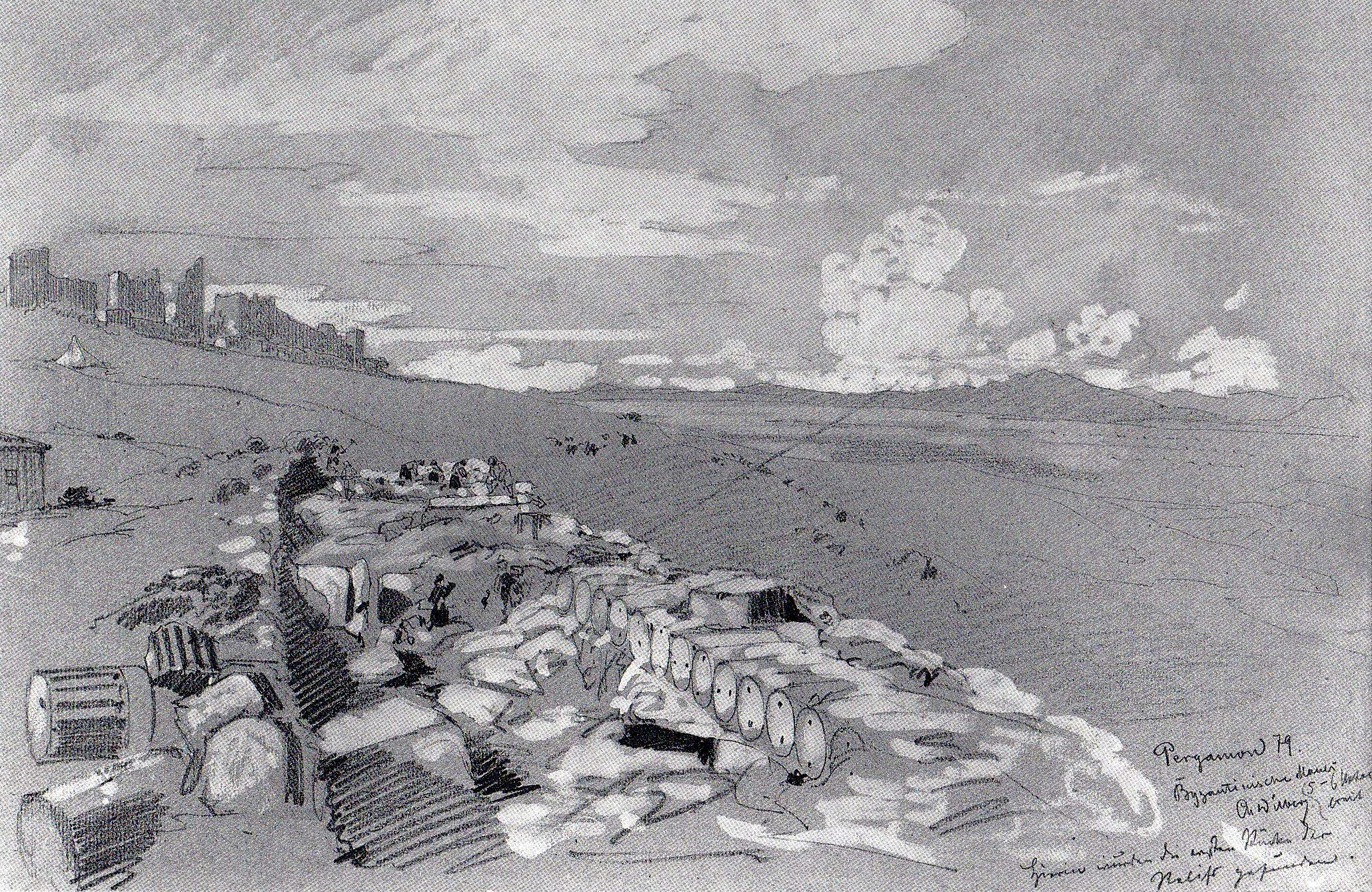
Ausgrabungen an der byzantinischen Mauer; Bleistiftzeichnung, weiß gehöht; 29,8 × 46,7 cm; Beschriftung: „Byzantinische Mauer. 5-6 Meter breit. Hierin wurden die ersten Stücke der Reliefs gefunden. Pergamon 79“
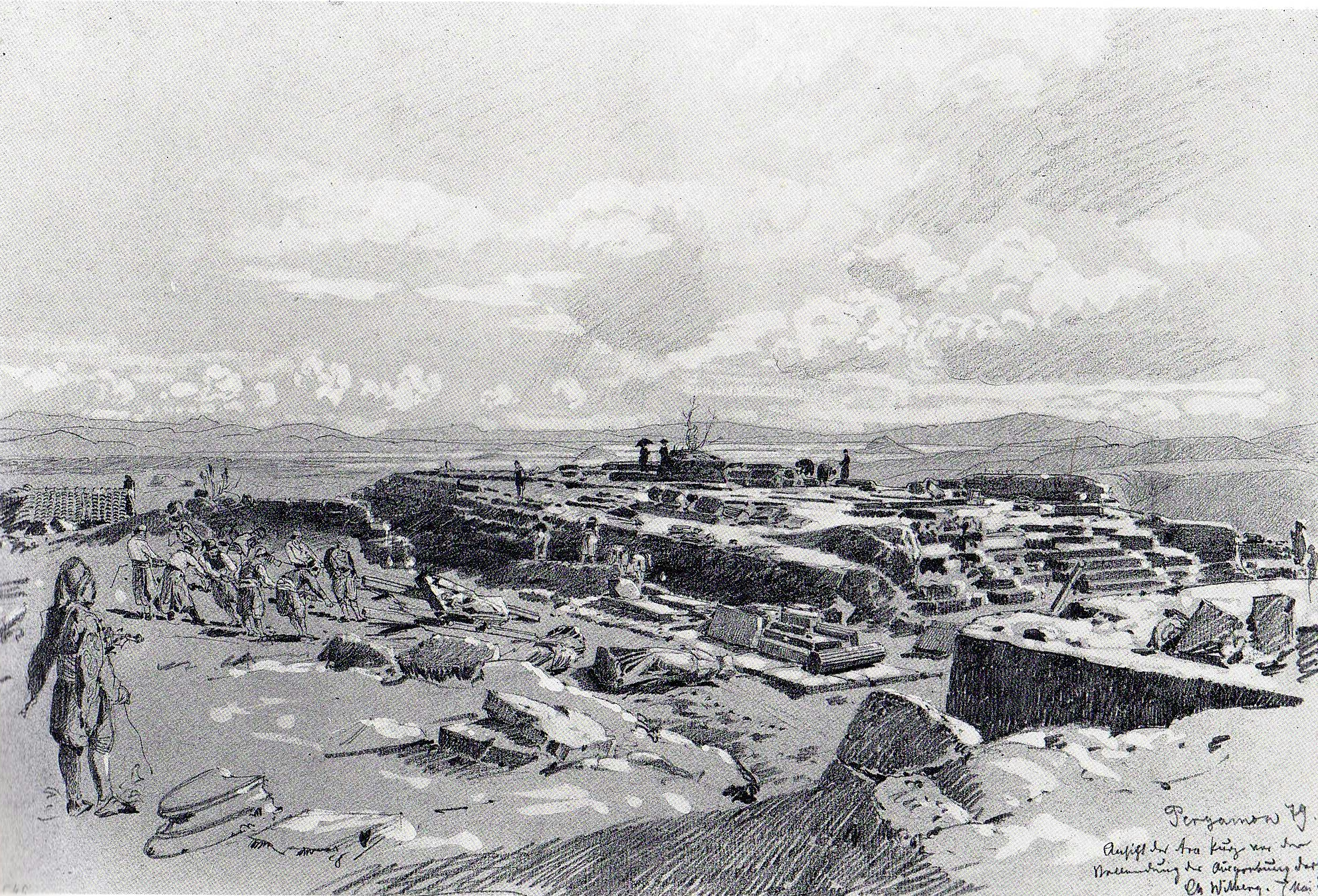
Ausgrabungsplatz des Pergamonaltars; Bleistiftzeichnung, weiß gehöht; 29,9 × 46,6 cm; Beschriftung: „Ansicht der Ara kurz vor der Vollendung der Ausgrabung dort. Pergamon 79 (Mai)“
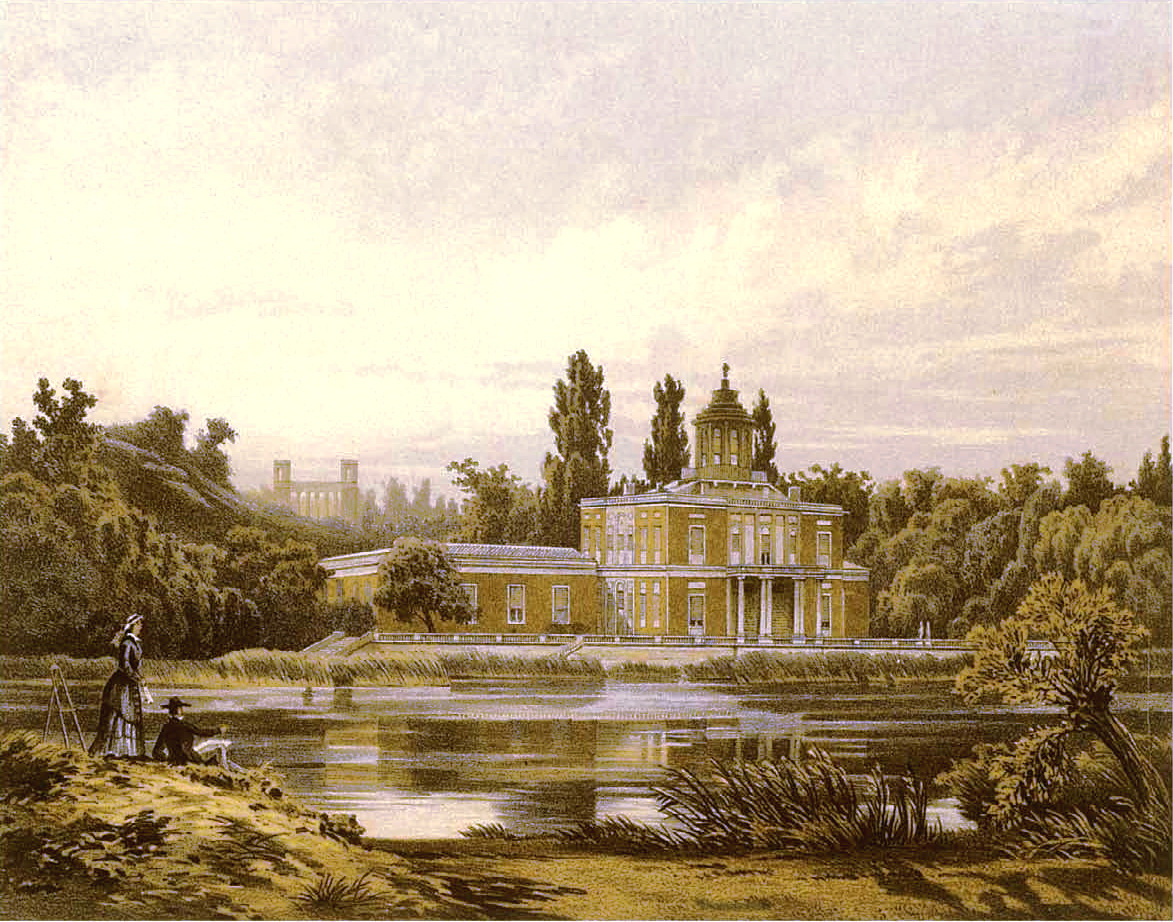
Marmorpalais, Sammlung Duncker